# Aeroporto Internazionale Shah Amanat
L'aeroporto Internazionale Shah Amanat (in bengali: শাহ আমানত আন্তর্জাতিক বিমানবন্দর Shah Amanôt Antôrjatik Bimanbôndôr) (IATA: CGP, ICAO: VGEG) è un aeroporto internazionale che serve la città portuale di Chittagong, nel sud-est del Bangladesh. Gestito e mantenuto dall'Autorità per l'aviazione civile del Bangladesh, è il secondo aeroporto internazionale più grande del Bangladesh dopo l'aeroporto Internazionale Shahjalal di Dacca. È utilizzato dall'Aeronautica militare del Bangladesh come parte della "Base BAF Zahurul Haq". Precedentemente era conosciuto come MA Hannan International Airport, dal nome del politico della Lega Popolare Bengalese M. A. Hannan, ma è stato rinominato il 2 aprile 2005 dal governo del Bangladesh, in onore di un santo islamico del XVIII secolo, Shah Amanat. È in grado di gestire annualmente 1,5 milioni di passeggeri e 6.000 tonnellate di merci. Serve anche come base per la scuola di volo Arirang.

## Storia
Il campo d'aviazione fu costruito all'inizio degli anni quaranta sotto il dominio britannico. Conosciuto come Chittagong Airfield durante la Seconda Guerra Mondiale, veniva utilizzato come campo di combattimento, punto di rifornimento e base di ricognizione fotografica dalla Decima Forza Aerea dell'Esercito degli Stati Uniti durante la Campagna di Birmania 1944-1945.
Dall'aeroporto, i C-46 del 4° Combat Cargo Group trasportavano rifornimenti e munizioni, che venivano sganciati per via aerea alle forze alleate in avanzata sul terreno. Alla fine di giugno, il controllo dell'aeroporto fu restituito alle autorità locali.
È diventato ufficialmente un aeroporto del Bangladesh nel 1972, dopo la guerra di liberazione bengalese. All'inizio era utilizzato principalmente per collegare Dacca e Chittagong, ma a metà degli anni novanta Biman ha avviato voli internazionali per Bangkok, Dubai e tutte le altre principali città del Golfo, diventando ufficialmente un aeroporto internazionale.
Nel marzo 1998 è iniziata un'importante opera di ristrutturazione e ampliamento, conclusasi nel dicembre 2000. Per l'ammodernamento, la CAAB ha ricevuto l'assistenza finanziaria della Japan International Cooperation Agency (Agenzia di Cooperazione Internazionale del Giappone) per un valore di 51,57 milioni di dollari. Il progetto è stato realizzato dalle aziende giapponesi Shimizu e Marubeni. L'ammodernamento ha permesso di rinnovare il terminal con nuovi e migliori posti a sedere, un maggior numero di banchi per il check-in, migliori attrezzature per la sicurezza e altre strutture. La torre di controllo del traffico aereo è stata dotata di nuove attrezzature ad alta tecnologia, come il radar 3D. La pista, le vie di rullaggio e l'asfalto sono stati ampliati e migliorati. Dopo l'aggiornamento, il campo può essere raggiunto da aerei come il Boeing 747-400 o l'Airbus A340.
Nel giugno 2005, la CAAB ha annunciato che la gestione dell'aeroporto sarebbe stata assegnata alla Thai Airways, la compagnia di bandiera della Thailandia, per 10 anni. La Thai Airways sarebbe stata responsabile del catering, del check-in dei passeggeri, dell'assistenza a terra, dell'assistenza merci e di altri servizi tecnici. Questo, tuttavia, non si è mai concretizzato.
Biman e US-Bangla Airlines operano voli verso Dacca e vari punti del Medio Oriente. Sono state aggiunte anche destinazioni nazionali come Sylhet, Cox's Bazar e Jashore. Le compagnie aeree straniere includono FlyDubai, Air Arabia, Jazeera Airways, Oman Air e SalamAir. Novo Air opera voli solo per Dacca. US-Bangla opera anche voli per Chennai.
Emirates SkyCargo ha lanciato i servizi cargo nel 2013, diventando la prima compagnia aerea cargo di linea dell'aeroporto.

## Statistiche
Questo grafico non è disponibile a causa di un problema tecnico.
Si prega di non rimuoverlo.
Vedi la query Wikidata di origine.

## Incidenti
- 1º luglio 2005: il volo Biman Bangladesh Airlines 048, proveniente da Dubai, è uscito dalla pista 23 sull'erba durante l'atterraggio sotto una forte pioggia. Il carrello destro del McDonnell Douglas DC-10-30 ha preso fuoco. Dieci passeggeri sono rimasti feriti durante l'evacuazione. L'aereo è stato successivamente demolito.[6]
- 25 febbraio 2019: il volo Biman Bangladesh Airlines 147 è stato oggetto di un tentativo di dirottamento. Il Boeing 737-800, diretto a Dubai via Chittagong, trasportava 143 passeggeri e sette membri dell'equipaggio. L'aereo ha effettuato un atterraggio di emergenza alle 17:41. Il presunto dirottatore è stato ucciso in un'operazione di commando all'aeroporto internazionale Shah Amanat, dopo che tutti i passeggeri sono stati evacuati in sicurezza. È emerso che il dirottatore era mentalmente squilibrato e che voleva parlare con la sua ex moglie.[7]